# エルタテハ
エルタテハ（L立翅、学名：Nymphalis vaualbum (Denis & Schiffermüller, 1775) ）は、タテハチョウ科タテハチョウ属に分類されるチョウの一種。

## 分布
ユーラシア大陸とアフリカ大陸北部の旧北区のほぼ全域と北アメリカ大陸に分布する。
日本では北海道と中部地方以北の本州に分布する。東北地方では局所的、近畿地方以西では稀に見られる。北海道では平地から山地にかけて、本州では主に標高1,000 m以上の落葉広葉樹林などに分布する。

## 特徴
前翅長が30 mmほどの中型のチョウで
、翅の表面は橙色で大きな黒斑があり、前翅の頂付近に白斑がある。翅の裏面は部分的な濃淡のある茶褐色と濃褐色。前翅頂きは突出し、外縁の中央部は窪む。後翅の表面中央部に縦長の白斑があり（オスの方が鮮明）、後翅の裏面中央部に和名の由来となっている白色のL字紋がある。

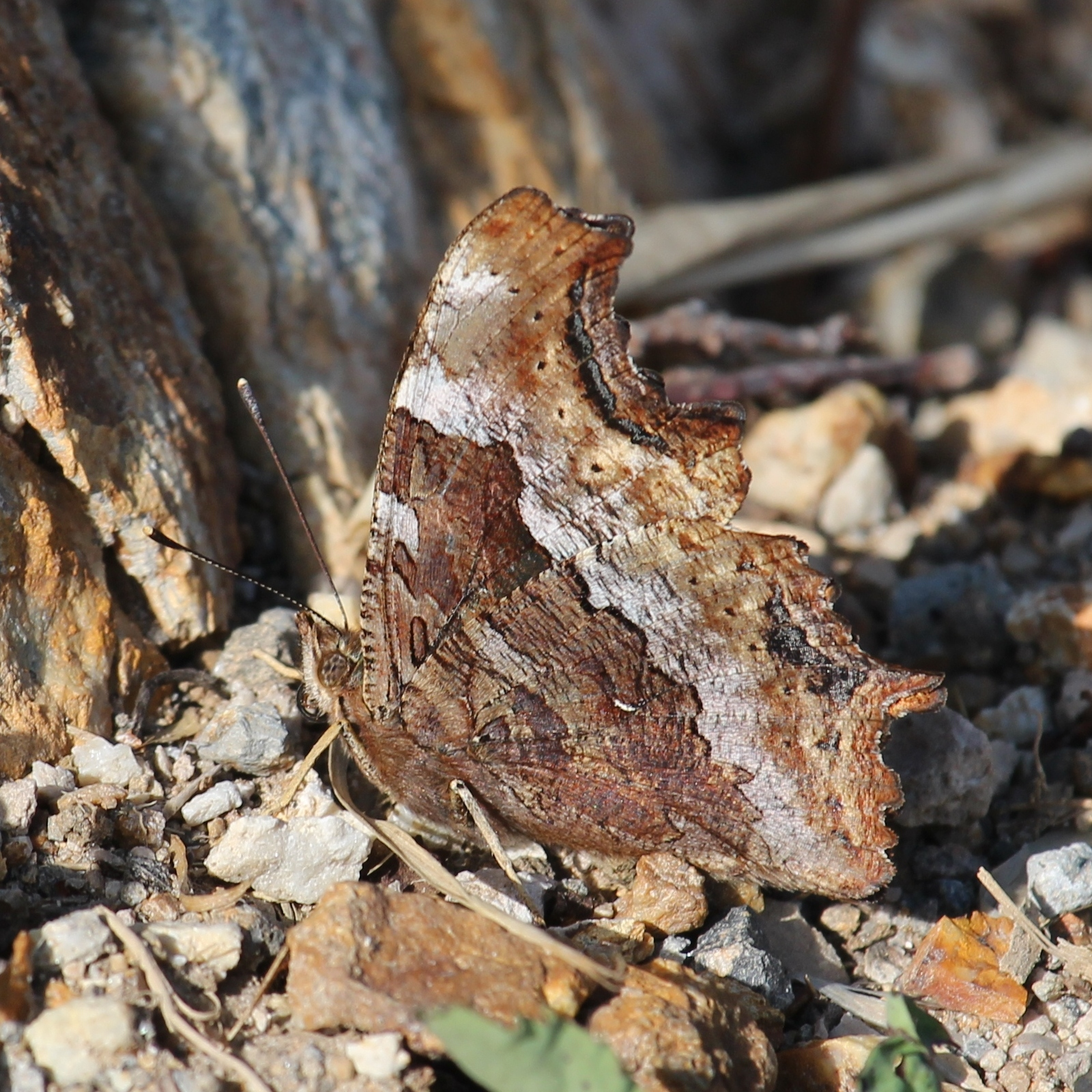
後翅の裏面中央部に白色のL字紋がある

## 生活史
5-6月頃に卵、長野県では6月頃に幼虫となり、成虫は年一回7－9月に発生し、9月下旬には成虫で越冬する。日中に林縁部などを敏速に飛翔し、アザミ類やノリウツギ、ナナカマド、ノアザミ、キブシ、アセビ、ウドなどの花を吸蜜したり、コナラ、ミズナラ、ダケカンバなどの樹液、獣糞、人尿、動物の死体などを吸ったり、腐った果実に集まったり、地面で吸水したりする。食草とする樹の枝先などにリング状に産卵を行う。
幼虫はニレ科のハルニレ、オヒョウ、カバノキ科のシラカンバ、ダケカンバ、ウダイカンバ（学名：Betula maximowicziana Regel）などを食草とする。

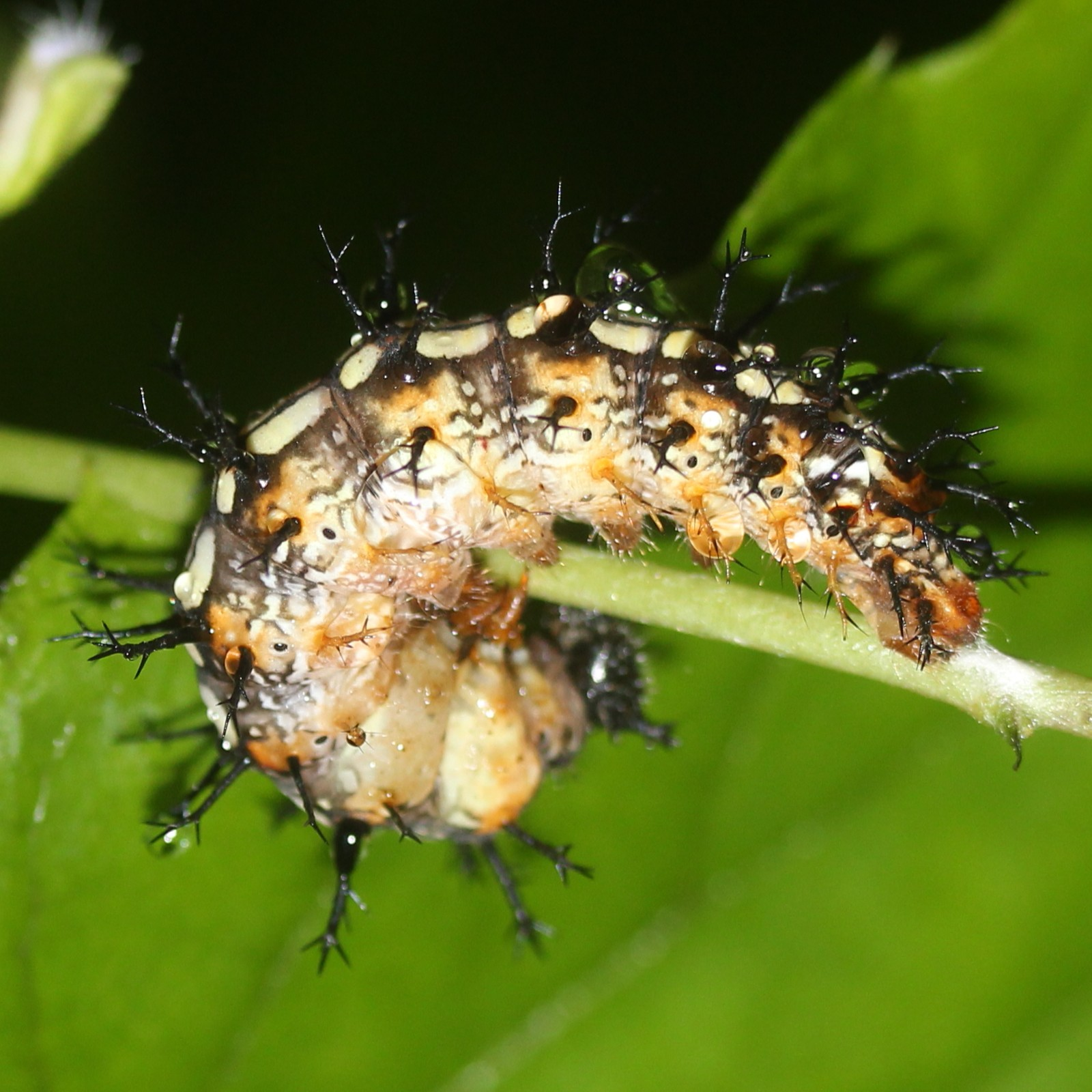
幼虫

## 近縁種
同属のヒオドシチョウ（Nymphalis xanthomelas）と形態が類似する。エルタテハには後翅の裏面中央部に白色のL字紋があるが、ヒオドシチョウにはない。エルタテハには翅外縁の表面に青色の縁取りがないが、ヒオドシチョウにはある。

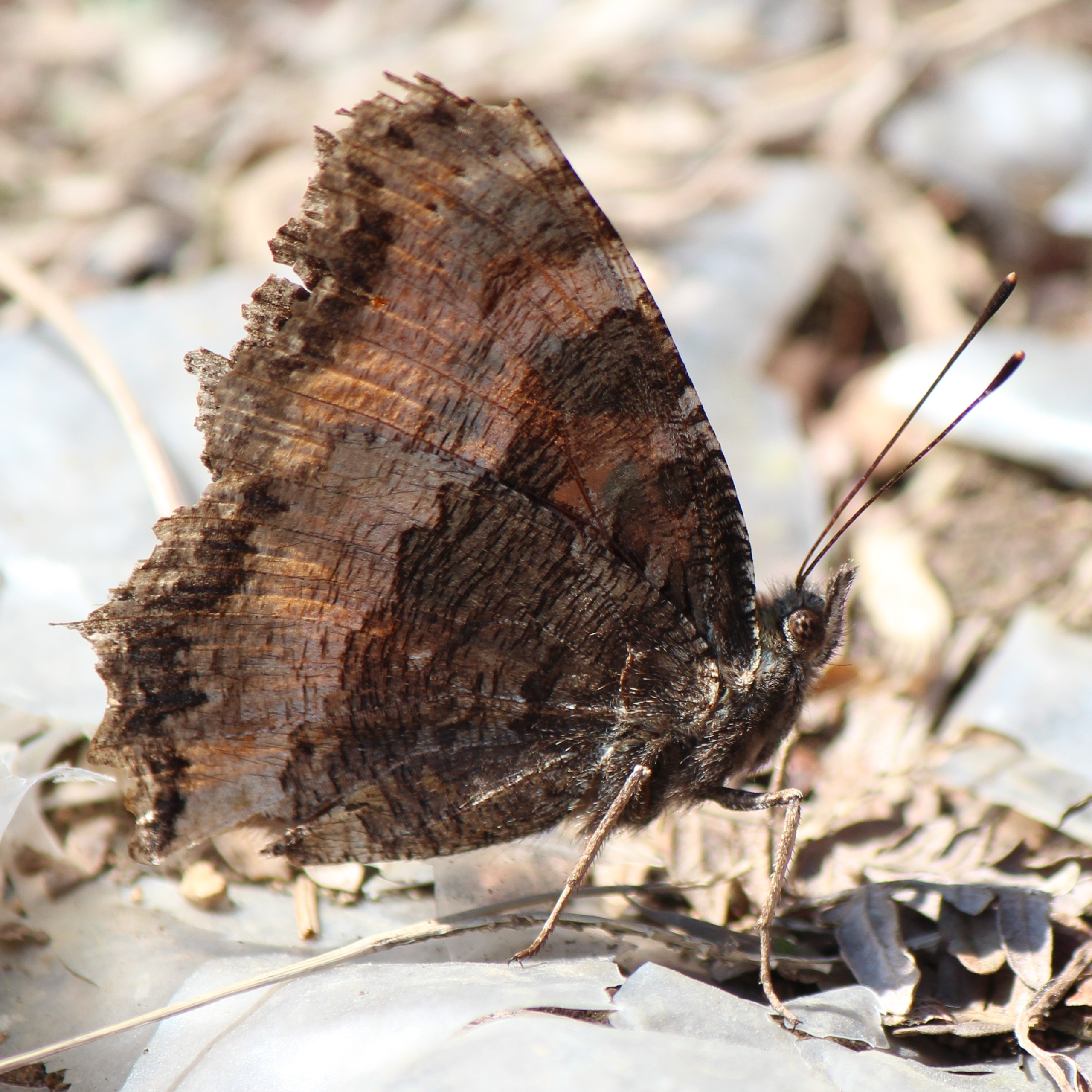
ヒオドシチョウ Nymphalis xanthomelas 裏面
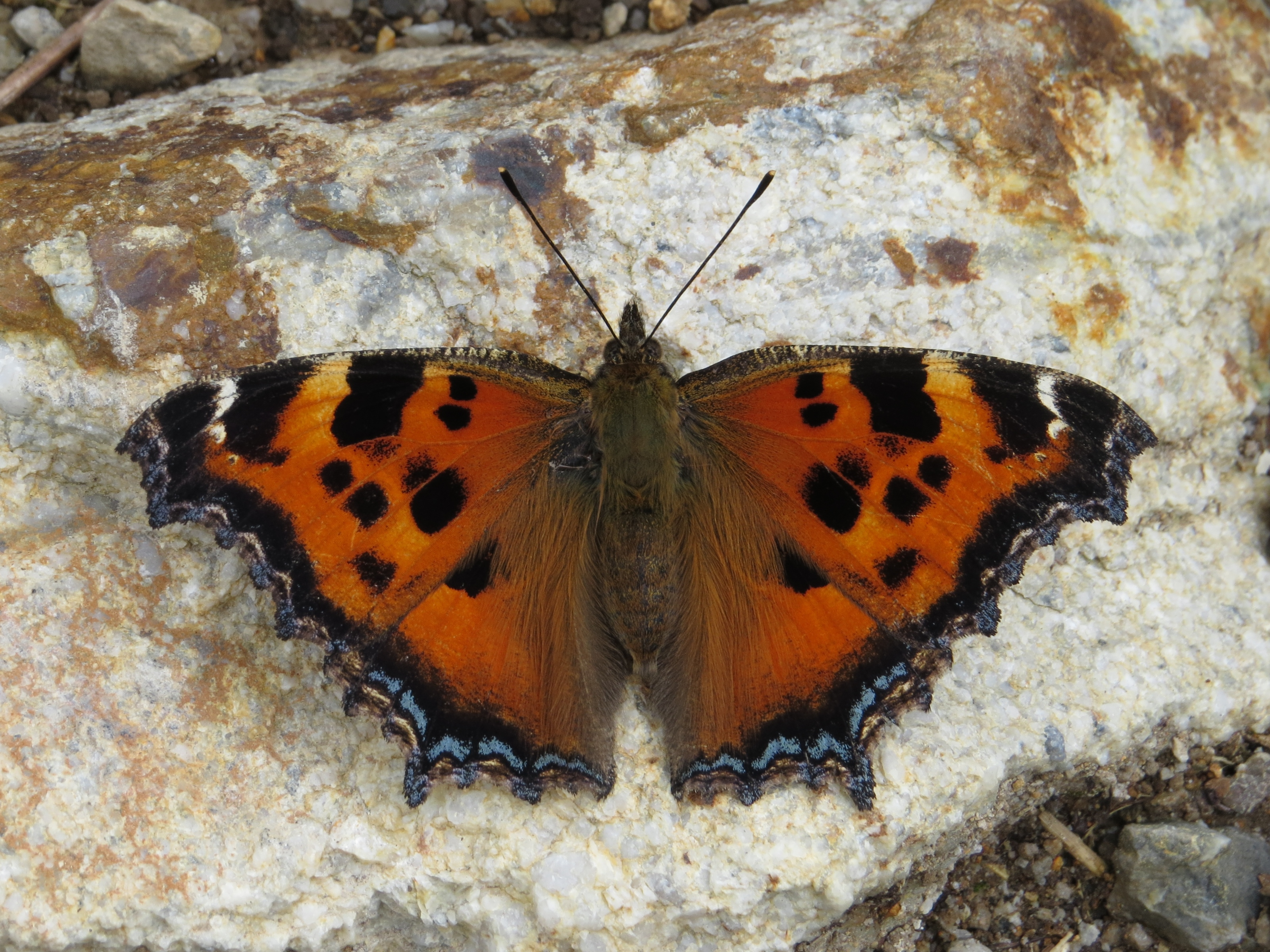
ヒオドシチョウ Nymphalis xanthomelas 表面の翅外縁に青色の縁取りがある

## 種の保全状況評価
日本では個体数が少ないチョウで、植林に伴う自然林の消滅により個体数が減少している。以下の都道府県で、レッドリストの指定を受けている。
- 準絶滅危惧 - 新潟県[4]
- 情報不足 - 富山県